# Paracaedicia obesa
Paracaedicia obesa är en insektsart som beskrevs av Brunner von Wattenwyl 1891. Paracaedicia obesa ingår i släktet Paracaedicia och familjen vårtbitare. Inga underarter finns listade i Catalogue of Life.